# Armando Stula
Armando Stula, all'anagrafe Armando Biagetti (Sogliano al Rubicone, 5 aprile 1942), è un cantante, attore e pittore italiano.

## Biografia
Di origini romagnole, rimane orfano di entrambi i genitori all'età di sette anni. Da adolescente si trasferisce a Roma per studiare recitazione, ed inizia la carriera nel mondo dello spettacolo come attore teatrale, recitando in Delitto e castigo e in Il gabbiano di Anton Čechov. Il debutto come cantante avviene nel 1967, incidendo per la Kansas la canzone Una vita senza fine, dedicata ad Édith Piaf; in seguito passerà alla CDB.

Armando Stula incontra la vedova di Martin Luther King, Coretta Scott King nel 1969

Nel 1968 scrive Le rondini bianche, dedicata a Robert Kennedy e Martin Luther King, che nello stesso anno viene incisa anche dal complesso beat Aldo e i Falisci in una versione più ritmata, mentre quella di Stula è più melodica e intimista. La canzone viene lanciata da Renzo Arbore nella trasmissione Per voi giovani e ottiene un gran successo di pubblico e di critica. Sempre nel 1968 il settimanale Oggi pubblica in esclusiva le lettere del Presidente della Repubblica Italiana Giuseppe Saragat e del Papa sulla canzone Le rondini bianche contenenti le lodi nei confronti di Stula e Aldo e i Falisci per la canzone.
Nel 1969 scrive il testo di L'estasi (la musica è di Elvio Monti), in cui Andrea Giordana e l'attrice sarda Marisa Solinas si lasciano andare ad una serie di gemiti e sospiri, similmente a quanto accade nel brano Je t'aime... moi non plus composto da Serge Gainsbourg e da questi registrato nel dicembre del 1968 con Jane Birkin e arrivato in Italia nell'estate del 1969. In questa canzone la chitarra solista è suonata da Pino Rucher.
Alla fine dello stesso 1969 tenta in prima persona la carta della canzone sexy, incidendo con Marisa Solinas e la sorella Vittoria Solinas, anche lei attrice (e in seguito cantante con il nome d'arte Maria Sole), Amo sentirvi: la copertina del disco raffigura Stula con le due attrici, a torso nudo, e la canzone, con le sue allusioni nel testo, viene censurata dalla Rai. Sul retro del 45 giri Stula incide Come in uno specchio, una rielaborazione dei Quadri da un'esposizione di Musorgskij, cantato insieme alla sola Marisa. Entrambi i brani sono musicati da Elvio Monti.
Nel 1970 propone una sua canzone alla commissione selezionatrice del Festival di Sanremo: il brano non viene ammesso alla gara e Stula tenta il suicidio, ingoiando due flaconi di tranquillante; viene salvato dalla polizia, chiamata dalla fidanzata Vittoria Solinas, che qualche mese dopo diventa sua moglie.
Nel 1971 Il cantante fa di nuovo parlare di sé per un episodio legato al Festival: ritiene infatti che il brano Che sarà, presentato in abbinamento da José Feliciano e Ricchi e Poveri sia un plagio di una sua canzone, ma la questione si risolverà in un nulla di fatto. In quell'anno Armando Stula e Maria Sole iniziano una tournée in Italia con il lancio del loro 45 giri.
Riprende l'attività nel 1973 allestendo con la moglie lo spettacolo Bibbia musicata, che viene presentato con successo al Concorso Internazionale di Singapore, classificandosi al secondo posto; sempre nello stesso anno lo spettacolo viene rappresentato al Festival Internazionale Premio Latina. Alla fine dell'anno i due incidono un 45 giri di beneficenza per i popoli del terzo mondo con due canzoni tratte dallo spettacolo. Successivamente incide anche una raccolta di poesie dell'attrice Daniela Rocca (che Stula aveva conosciuto durante la sua attività di attore) recitate con un sottofondo musicale.
Dalla fine degli anni settanta fino agli inizi degli anni novanta Stula e la moglie sono protagonisti dello spettacolo teatrale e del cortometraggio Giochi proibiti per la regia di Riccardo Fellini. Nel 1982 Ugo Tognazzi consegna loro il premio Leondardo Da Vinci al teatro Music Hall Jumbo. Agli inizi degli anni Ottanta Stula debutta in piazza San Marco con lo spettacolo Pinocchio. Sempre in quegli anni segue lo spettacolo su Gramsci, interpretato da Stula; Maria Sole interpreta la sua coscienza in carcere. Tutti gli spettacoli realizzati in quegli anni vengono ripresi negli anni Novanta.
Negli anni Ottanta si ritira dal mondo dello spettacolo per dedicarsi all'attività di pittore figurativo, attività che aveva già iniziato saltuariamente ed in parallelo con quella di cantautore nel decennio precedente: viene molto apprezzato dalla critica e dal pubblico (con il quadro Il Grido, raffigurante il volto della moglie Maria Sole, ha vinto il premio Dante Alighieri), e partecipa a mostre personali e collettive in tutto il mondo (Parigi, Londra, New York, Tokyo, Hong Kong, oltre a numerosissime mostre italiane.
Nel 1989 l'editore Italia Letteraria ha pubblicato le sue poesie riunite nel volume I sogni della pietà sconosciuta. Poesie (1967-1988). Dal 2000 dedica il suo tempo alla pittura.

## Filmografia parziale
- Delitto e castigo, regia di Anton Giulio Majano (1963)
- Peppino al balcone, regia di Peppino De Filippo (1964)
- I miserabili, regia di Sandro Bolchi (1965)
- La donna di fiori, regia di Anton Giulio Majano - puntate 2 e 3 (1965)

## Teatro
- Il mondo è una prigione, regia di Vittorio Cottafavi (1962)

## Discografia parziale

### Album
- 1978 - Le canzoni dell'oblio spaziale (Archivak, 011)
- 1979 - Messaggero d'amore (Archivak, 012)
- 1981 - Risveglio (Archivak, 017)
- 2007 - L'erebi

### Singoli
- 1967 - Anima mia/Sai che non è giusto (Kansas, DM 1041)
- 1967 - Ditelo a me/L'ultima spiaggia (Kansas, DM 1050)
- 1967 - Una vita senza fine/Piccolo soldato (Vis Radio, VLMQN 056414)
- 1969 - Amo sentirvi/Come in uno specchio (CDB, CDB 1137; lato A con Marisa e Vittoria Solinas; lato B con Marisa Solinas)
- 1969 - Le rondini bianche/Tu pensi a me (Bentler, BE/NP 5041)
- 1969 - Lontani dal mondo/Suprema libertà (Bentler, BE/NP 5057)
- 1970 - Che ne sarà/Fuggire la giovane età (Kansas, dm 1118; con  Vittoria Solinas)
- 1974 - Appello alla fame/Che ne sarà (Archivak, 02; con Vittoria Solinas)
- 1975 - Hitler/Eva Braun (Archivak, 03; con Vittoria Solinas)
- 1979 - Peer Gynt (II atto)/Peer Gynt (II atto) (Archivak, 09)
- 1979 - Giochi proibiti (prima parte)/Giochi proibiti (seconda parte) (Archivak, 10; con Maria Sole)
- 1979 - Il buio/Perché nasce il giorno (Archivak, 11)
- 1980 - Giurin giuretta/Eins zwei drei (Archivak, 18)